# Alejandro J. Rodríguez Carrión
Alejandro Javier Rodríguez Carrión (Villa Nador, Marruecos español, 1946-Málaga, España, 13 de mayo de 2009) fue un catedrático español de Derecho Internacional Público desde 1982 y decano de la Facultad de Derecho de la Universidad de Málaga. En su trayectoria también fue docente en las universidades de Granada, Autónoma de Madrid, Oslo, Cambridge, Berkeley, Groningen y Sevilla. Fue alumno de Juan Antonio Carrillo Salcedo, un destacado estudioso del derecho internacional y europeísta.

## Biografía
Nació en 1946 en la ciudad de Villa Nador, entonces capital del Territorio de Kert, una subdivisión del Protectorado español de Marruecos. Sus padres fueron Natalio Rodríguez Rienda y Dolores Carrión. En 1956, su padre, abogado y sindicalista vertical fue expulsado de Nador por una inclinación ideológica demasiado favorable a la izquierda y con él toda su familia. La familia se asentará entonces en Málaga, donde Alejandro comienza a destacar como un excelente estudiante. Comienza su educación universitaria en Granada donde estudia derecho en esta Universidad. A finales de los 60, una vez acabados sus estudios, decide especializarse en Estudios de la paz. Viaja a Países Bajos, Suecia y Noruega donde profundiza en estos estudios. Con ese bagaje, a principios de los 80, regresa a Málaga donde comienza una destacada carrera como docente en la recién creada facultad de derecho, convirtiéndose desde el principio en unos de los referentes académicos de la universidad malagueña.
Añadido a su interés por los asuntos internacionales, Rodríguez Carrión ejerció también como decano, primero en los años 80, y en una segunda etapa desde 2004 en la Universidad de Málaga. Pocos días antes de morir recibe el premio Blanco White del Consejo Andaluz del Movimiento Europeo, por su labor en pro de la UE. A título póstumo le fue concedida la llave de la ciudad de Málaga.

## Obras
Alejandro J. Rodríguez Carrión aparece como autor de los siguientes títulos:
- — (1974). Uso de la fuerza por los Estados. Granada, España: Gráficas del Sur. ISBN 978-84-400-0735-3.
- — (1987). Lecciones de derecho internacional público. Madrid, España: Tecnos. ISBN 978-84-309-1463-0.
- — (1999). El derecho internacional en el umbral del siglo XXI. Malaga, España: Universidad de Malaga. ISBN 978-84-7496-748-7.
- —; Salinas de Frías, Ana (2007). Bases de derecho comunitario europeo. Malaga, España: Universidad de Malaga. ISBN 978-84-9747-179-4.

También aparece como colaborador de los libros:
- —; Pérez Vera, Elisa (2005). «En torno a las aportaciones de Juan Antonio Carrillo Salcedo al Derecho Internacional. Una aproximación siempre provisional y apasionada».  En Salinas de Frías, Ana; Vargas Gómez-Urrutia, Marina, eds. Soberanía del Estado y derecho internacional homenaje al profesor Juan Antonio Carrillo Salcedo. Universidad de Málaga, Universidad de Córdoba y Editorial Universidad de Sevilla. ISBN 84-472-0876-1.
- González Molina, Manuel; Rangel Rojas, María Pilar (2007). Guía de prácticas de Derecho Internacional Público. Malaga, España: Universidad de Malaga. ISBN 978-84-9747-205-0.